# Enskilt område
Enskilt område är en amerikansk film från 1935 i regi av Gregory La Cava. Det är en filmatisering av Phyllis Bottomes bok Private Worlds. Claudette Colberts porträtt av en psykolog Oscarnominerades i kategorin bästa kvinnliga huvudroll.

## Handling
Jane Everest arbetar som psykolog på ett mentalsjukhus. När psykologen Charles Monet börjar arbeta där ifrågasätter han hennes arbete och det faktum att hon som kvinna arbetar inom ett traditionellt manligt yrke.

## Rollista
- Claudette Colbert - Dr. Jane Everest
- Charles Boyer - Dr. Charles Monet
- Joan Bennett - Sally MacGregor
- Helen Vinson - Claire Monet
- Joel McCrea - Dr. Alex MacGregor
- Esther Dale - Matron
- Guinn 'Big Boy' Williams - Jerry
- Samuel S. Hinds - Dr. Arnold
- Theodore von Eltz - Dr. Harding